# Cabeço Redondo
O Cabeço Redondo é uma elevação portuguesa localizada na freguesia açoriana de Castelo Branco, do concelho da Horta, ilha do Faial, arquipélago dos Açores.
Este acidente geológico encontra-se geograficamente junto ao vulcão central da ilha do Faial que tem o seu ponto mais elevado no Cabeço Gordo do qual faz parte e que se eleva a 1043 metros de altitude acima do nível do mar.
O Cabeço Redondo encontra-se assim, entre o Cabeço Gordo e a Lomba de Baixo, próximo da Serra da Feteira. Nas suas imediações nasce a Ribeira das Águas Claras que depois de atravessar junta à Ribeira do Cabo vai desaguar no mar na costa Sudoeste da ilha nas proximidades da Ponta do Varadouro.
Esta formação geológica localiza-se a 983 metros de altitude acima do nível do mar.